# Спасо-Преображенський собор (Мгарський монастир)
Спасо-Преображенський собор — головна споруда Спасо-Преображенського Мгарського монастиря, що розташований неподалік міста Лубни, на правому березі Сули. Пам'ятка архітектури національного значення, охоронний № 593/1.

## Опис
Храм мурований, прямокутний у плані, з двома баштами обабіч головного фасаду, тринефний, шестистовпний, семибанний. Під час відбудови у середині 18 ст. одержав п'ятибанне завершення і ліпне барельєфне оздоблення фасадів та інтер'єру. Ліпнина має підкреслено рослинний характер.
1762—1765 майстер С. Шалматов виконав багатоярусний різьблений іконостас. Спасо-Преображенський собор — один з визначних зразків архітектури доби українського бароко, в якому поєднано традиції давньоруського зодчества 11–12 ст. та бароково-ренесансної архітектури Західної Європи.

## З історії храму
За Густинським літописом, дерев'яну Преображенську церкву освячено 1628, за Величка літописом — 1654. Розібрана 1684. На її місці за ініціативою гетьмана І. Самойловича закладено мурований храм.
Освячений 1692. Збудований на зразок собору Троїцько-Іллінського монастиря у Чернігові за проектом архітектора І. Баптіста за допомогою М. Томашевського. Завершував будівництво майстер А. Пирятинський, теслярськими роботами керував майстер Д. Ворона. 1728 обвалилися склепіння, 1736 потерпів від пожежі. Освячений вдруге 1754.
Після революційних потрясінь 1917—1921 монастир запустів.
У 1930-х на території монастиря розміщувалася дитяча колонія.
З 1937 — дисциплінарний батальйон.
З 1946 — військові склади.
З 1985 — піонерський табір. Собор, дзвіницю, келії було розграбовано, будинок настоятеля та готель — зруйновано.

## Сучасність
За радянської влади споруди Спасо-Преображенський собор і дзвіниці зазнали серйозних ушкоджень.
Відродження обителі розпочалося у травні 1993.
Нині в основному відреставровані.